# Богуславский, Михаил Викторович
Михаи́л Ви́кторович Богусла́вский (род. 23 июля 1955, Клайпеда) — советский и российский педагог, ведущий в России специалист по методологии, теории и истории образования, педагогический публицист. Доктор педагогических наук (1994), профессор (2001), член-корреспондент РАО (2001), почётный работник науки и высоких технологий Российской Федерации (2020), заведующий центром истории педагогики и образования ФГБНУ «Институт стратегии развития образования РАО» (прежнее название — Институт теории и истории педагогики). Один из авторов «Большой Российской энциклопедии».

## Образование и академическая карьера
Родился 23 июля 1955 года в г. Клайпеда (по месту службы отца на Балтийском флоте), вырос в г. Смоленске. Внук известного революционного деятеля, председателя Малого Совета народных комиссаров РСФСР М. С. Богуславского.
В 1977 г. окончил исторический факультет МГПИ им. В. И. Ленина. В 1977—1983 гг. работал учителем истории и организатором внешкольной воспитательной работы в школе № 106 г. Москвы. С 1983 г. М. В. Богуславский находится на научной работе в системе АПН СССР — РАО.
В 1986 г. защитил диссертацию «Идея стимулирования радости познания у школьников в педагогических трудах и опыте В. А. Сухомлинского» на соискание учёной степени кандидата педагогических наук, спец. 13.00.01, «общая педагогика».
В 1994 г. защитил диссертацию «Формирование концепции содержания общего среднего образования единой трудовой школы РСФСР» на соискание учёной степени доктора педагогических наук, спец. 13.00.01, «общая педагогика».
В 2001 г. ему присвоено звание профессора.
27 апреля 2001 года избран членом-корреспондентом РАО. Является заместителем председателя Бюро отделения Философии образования и теоретической педагогики РАО.
14 сентября 2020 года присвоено почётное звание «Почётный работник науки и высоких технологий Российской Федерации» (Приказ Министерства науки и высшего образования РФ от 14 сентября 2020 г №351 к/н).
27 ноября 2020 года избран иностранным членом Академии Педагогических Наук Казахстана.

## Вклад в науку
В трудах М. В. Богуславского в целостном виде представлен процесс развития отечественной педагогической науки и образования; воплощены методологические подходы к толкованию истории педагогики, как важнейшего культурно — образовательного явления. Разработана система методологических подходов к исследованию истории педагогики (парадигмальный, цивилизационный, аксиологический), которые в своей совокупности позволили существенно обогатить и обновить возможности историко-педагогических исследований. Им осуществлены крупные исследования в сфере философии образования, его ценностных оснований, методологии и технологии осуществления гуманистической педагогики, впервые разработана методология и технология осуществления эксперимента на историко-педагогическом материале.
М. В. Богуславским сформированы научные основы историко-педагогической экспертизы инноваций в образовании: предмет, цели и задачи, основные функции, технология осуществления. На данной методологической основе им осуществляется историко — педагогическая экспертиза стратегических документов развития российского образования.
М. В. Богуславский лидер ведущей научной школы в сфере истории педагогики и образования Н. А. Константинова — З. И. Равкина, членами которой является 50 профессиональных историков педагогики исследователей. Для членов Научной школы присущи: актуализация исторического знания; мощная методологическая и теоретическая основа исследований; фундаментальная источниковая база; ярко выраженный патриотизм, осознание особой миссии российского историка; метафоричный, художественный стиль изложения. В результате плодотворной деятельности членов научной школы создан ряд фундаментальных монографий, вошедших в золотой фонд историко — педагогических исследований. В них рассмотрен спектр актуальных и значимых проблем истории образования и педагогической науки. Научная школа Н. А. Константинова — З. И. Равкина утверждена решением Учёного совета ФГБНУ «Институт стратегии развития образования РАО» в марте 2016 г.
Научная школа зарегистрирована в Государственной регистрации базы данных Федеральной службы по интеллектуальной собственности. Номер регистрации (свидетельства) 2017620386 от 05.04.2017 г.

## Учебная и методическая деятельность
М. В. Богуславский член экспертного совета Высшей аттестационной комиссии при Министерстве образования и науки Российской Федерации по педагогике и психологии (приказ № 355 от 28 апреля 2018 г.).
М. В. Богуславский является профессором Департамента педагогики Московского городского педагогического университета. В 2021 г. присвоено звание «Почётный профессор Московского городского педагогического университета» (протокол № 5 Заседания Учёного совета МГПУ от 26 января 2021 г.)
М. В. Богуславским разработан и внедрён в практику учебно — методический комплекс по истории педагогики для системы высшего профессионального и постдипломного педагогического образования: учебные программы, пособия, цикл антологий и избранных произведений Л. Н. Толстого, П. Ф. Каптерева, В. П. Вахтерова, К. Н. Вентцеля, С. И. Гессена, М. Монтессори и др. М. В. Богуславским создана антология трудов отечественных методистов XX века «Золотые страницы российской методики» (М., 2010). Изданы учебные пособия «Книга для учителя истории: концептуальные и методические рекомендации». (М., 2001) и «XX век российского образования» (М., 2012).
Авторским коллективом под руководством М. В. Богуславского подготовлен учебник «История педагогики» (под ред. Н. Д. Никандрова. М., 2007), чем внесён значительный вклад в научно-методическое обеспечение образовательного процесса в системе постдипломного образования. Учебно-методический комплекс по истории педагогики внедрён в образовательный процесс МГПУ и Академии государственного управления Московской области, ряда педагогических вузов страны.
М. В. Богуславский является членом диссертационных советов ФГБНУ «Институт стратегии развития образования РАО», Московского городского педагогического университета и Тверского государственного университета.
М. В. Богуславским подготовлено 7 докторов наук и 13 кандидатов наук.

## Издательская и просветительская деятельность
М. В. Богуславским обнародовано более 1300 научных работ, из них 28 монографий. Более 300 научно — публицистических статей опубликовано в центральной педагогической печати. Он автор более 200 статей по истории педагогики в «Российской педагогической энциклопедии», «Российском педагогическом энциклопедическом словаре», «Большой российской энциклопедии» (ред. отдела «История отечественного образования»), «Московской энциклопедии» (член редколлегии).
М. В. Богуславский — главный редактор журналов «Проблемы современного образования» Московского педагогического государственного университета (входит в перечень ВАК РФ) и «Гуманитарные исследования Центральной России» (Липецк) (входит в перечень ВАК РФ), член редакционных коллегий и редакционных советов журналов, входящих в перечень ВАК РФ «Педагогика», «Преподавание истории в школе», «Гуманитарные науки и образование» (Саранск), «Вестник Московского городского педагогического университета. Серия педагогика и психология» (Москва), «Вестник Оренбургского государственного педагогического университета. Электронный научный журнал», а также «Историко-педагогического журнала» (индексация РИНЦ).

## Общественная деятельность
М. В. Богуславский — член Научного Совета Ассоциации исследователей образования, Председатель правления Благотворительного фонда наследия Д. И. Менделеева, вице-президент Международной Макаренковской Ассоциации (ММА). Член жюри Международного Конкурса научно-творческих работ «Правовая культура — основа гармоничного развития личности и общества», проводимого НО Фондом поддержки и развития образования, творчества, культуры, председатель жюри Всероссийского конкурса педагогов «Мой лучший урок», проводимого Благотворительным фондом наследия Д. И. Менделеева.
М. В. Богуславским осуществляется руководство Научным Советом по проблемам истории образования и педагогической науке при отделении философии образования и теоретической педагогики Российской академии образования. За 1985—2021 гг. проведены 38 сессий Научного Совета, координирующего исследовательскую деятельность более 100 российских историков образования — преподавателей вузов.

## Награды
За особые заслуги в области педагогических наук М. В. Богуславский
- награждён медалью «В память 850-летия Москвы» (1997);
- награждён медалью К. Д. Ушинского за особые заслуги в области педагогических наук (2005);
- удостоен звания лауреата конкурса «Грант Москвы» в области науки и технологий в сфере образования за развитие инновационных процессов и технологий в образовании (2006);
- удостоен Почётной грамоты министра культуры и массовых коммуникаций РФ за многолетний плодотворный труд в области сохранения культурного наследия России (2008);
- удостоен Благодарности Комитета государственной Думы по образованию (2009);
- награждён Благотворительным фондом наследия Менделеева медалью «За службу образованию» (2009);
- за большие заслуги в развитии исследований в области истории педагогической науки и образования награждён Почётной грамотой РАО (2010)[4];
- награждён Золотым Знаком «Рыцарь гуманной педагогики» общероссийской общественной организацией «Центр гуманной педагогики» (2010);
- удостоен Знака Губернатора Московской Области «Благодарю» за большой вклад в развитие образования (2010);
- награждён медалью М. В. Ломоносова за большой вклад в патриотическое воспитание молодёжи (2011);
- удостоен высшей награды Российской академии образования Золотой медали «За достижения в науке» (2014)[13];
- удостоен медали им. М. Н. Скаткина за заслуги в развитии педагогики (2015)[14];
- награждён медалью «За заслуги в развитии истории педагогики» имени З. И. Равкина (2016);
- награждён медалью А. С. Макаренко «За педагогическую доблесть» (2018);
- награждён памятным знаком «За заслуги перед Университетом» Московского городского педагогического университета (2020) (решение Учёного совета от 28 января 2020 г. №ПЗ-095);
- награждён Знаком «Золотое перо – 2020» «Учительской газеты» за лучшие произведения в жанре педагогической публицистики (2020);
- награждён Императорским Орденом Святой Анны III степени (2020);
- награждён Знаком отличия «Почётный работник науки и высоких технологий Российской Федерации» Министерства науки и высшего образования Российской Федерации (2020);
- награждён медалью «С. Т. Шацкий» за большой личный вклад в исследование истории социальной педагогики (2021);
- удостоен Благодарности Председателя Государственного Собрания Республики Мордовии за многолетний добросовестный труд, в системе высшего образования, значительный вклад в дело подготовки высококвалифицированных специалистов, активную научную и учебно-методическую работу (2021).
- Медаль РАО «За выдающиеся заслуги» (2023)
- Знак отличия «За безупречную службу городу Москве» Мэрии Москвы (2023)
- Благодарность Председателя Государственного Собрания Республики Мордовия (2023)
- Орден Святого Станислава II степени Российского Императорского Дома (2023)
- Орден «Герой Духа» Международного центра гуманной педагогики (2023)
- Медаль «Педагог-Наставник» за большой вклад в переподготовку работников образования (2023)
- Почётная грамота ФГБОУ ВО «Луганский государственный педагогический университет» - «… награждается Богуславский Михаил Викторович за надёжное плодотворное сотрудничество, высокий профессионализм, совместную эффективную работу» (2024)[15]
- Медаль «За вклад в развитие педагогической науки и образования» Института содержания и методов обучения (2025)

## Избранные научные труды

### Книги
1. Богуславский М. В. Развитие общего среднего образования: проблемы и решения. Монография. М.: ИТПиМИО, Фонд знаний «Ломоносов», 1994. — 182 с.
2. XX век Российского образования. — М.: ПЕР СЭ,2002. — 336 с.
3. Очерки истории отечественного образования XIX—XX веков. М.: Изд-во Московского Культурологического лицея, 2002. — 96 с.
4. Российское образование на переломе эпох. — Ростов-на-Дону: РГПУ, 2002. — 244 с.
5. Отечественное образование: персонажи истории. М.: Изд-во Московского Культурологического лицея, 2003. — 164 с.
6. Модернизация российского образования: проблемы и решения. — М.: Министерство образования МО, 2004. — 96 с.
7. Развитие российской школы на рубеже XIX—XX столетий: методология и теория. — Тверь: ЦНИИССУЗ, 2004. — 96 с.
8. В. А. Сухомлинский: уроки радости познания. — Тверь: Золотая буква, 2005. — 112 с.
9. История отечественной педагогики (первая треть XX века). — Томск: Изд-во НТЛ, 2005. — 312 с.
10. Подвижники и реформаторы российского образования. — М.: Просвещение, 2005. — 191 с.
11. Новые рубежи педагогической реальности: аксиология, духовность, гуманизм. — М.: МГПУ, 2007. — 311 с.
12. Методология и технологии образования (историко-педагогический контекст). — М.: ИТИП РАО, 2007. — 236 с.
13. История педагогики. — М.: Гардарики, 2007. — 413 с.
14. Детское движение в России: между прошлым и будущим. — Тверь: Научная книга, 2007. — 112 с.
15. Методология, содержание и технологии образования (историко-педагогический контекст). Монография. — М.: Научная книга, 2007. — 236 с.
16. Инновационный потенциал разработки теории содержания образования и образовательных технологий (в отечественной педагогике второй половины XX века). — М.: ИТИП РАО, 2008. — 130 с.
17. Элитное образование в России: исторический опыт и современность. — Тверь: ТК им. А. Н. Коняева, 2009. — 272 с.
18. Развитие теоретических основ содержания дошкольного и общего образования (в отечественной педагогике второй половины XX века). — Саранск: Мордов. гос. пед. ин-т, 2010. — 217 с.
19. История педагогики: методология, теория, персоналии. М.: ИТИП РАО, Издательский центр ИЭТ, 2012. — 436 с.
20. Преемственность и новаторство в развитии основных направлений отечественной педагогической науки (конец XIX—XX вв.): Монография / под ред. М. В. Богуславского. — М.:ИТИП РАО, Издательский центр ИЭТ, 2012. — 500 с.
21. Преемственность и новаторство в развитии основных направлений современной педагогической науки России. — М.: ИТИП РАО, Издательский центр ИЭТ, 2012.- 128 с.
22. Историко-педагогическая экспертиза инноваций в образовании: научные основы: монография. — М.: ИСРО РАО, 2015. — 118 с.
23. Высшее образование в немецкой и русской традициях: монография / под ред. М. В. Богуславского. — Ижевск: Институт компьютерных исследований, 2016. — 284 с.
24. Стратегии реформирования и модернизации российского образования в первой трети XX века: Монография / под ред. М. В. Богуславского. — М.: ИСРО РАО, 2017. — 170 с.
25. Методология педагогики: коллективная монография. — М.: Инфра-М, 2018. — 296 с.
26. Педагогическая система Михаила Николаевича Скаткина: генезис и значение: Монография. — М.: ФГБНУ «Институт стратегии развития образования РАО», 2018. — 258 с.
27. Подготовка профессионала XXI века: теоретические поиски и эффективные практики Монография. — М. — Брянск: ОАНО ВО «МПСУ», РИО БГУ, Изд-во: ОАНО ВО «МПСУ», 2020. 257 с.
28. Формат транзитивного университета в условиях глобальных, национальных и региональных вызовов: коллективная монография. М.: Пробел-2000, 2020. 352 с.
29. Виталий Безрогов - 60 лет. Научное издание / Под редакцией А.А.Романова. Рязань: Концепция, 2020. 344 с. (в соавт)
30. Богуславский М. В., Неборский Е.В. Менеджмент цифрового университета: комплексный подход к организации педагогического процесса: методические рекомендации для руководителей и преподавателей университетов. М.: Пробел-2000, 2022. 68 с.
31. Современный учебник. Формирование ключевых навыков человека XXI века: методическое пособие для авторов учебников, экспертов, учителей / под ред. И.М. Осмоловской, В. В. Серикова. М.: ФГБНУ «Институт стратегии развития образования РАО», 2022. 180 с. (в соавт.)
32. Понятийный аппарат педагогики и образования: коллективная монография / отв. редактор М. А. Галагузова. – Электрон. данные. – Благовещенск: изд-во БГПУ, 2023. – Вып. 13. (в соавт.)
33. Ценностные основы развития российского образования: стратегические ориентиры, методология и практика. Коллективная монография /под редакцией В.П. Борисенкова, М.Л. Левицкого. М.: МАКС-Пресс, 2023. 544 с. (в соавт.)
34. Великие наставники российского учительства. ХVIII-XIX века. М.: ИНФРА–М, 2024. 213 с.; * Методология педагогики: монография.  М. : ИНФРА-М, 2020.  296 с. (в соавт.);
35. Понятийный аппарат педагогики и образования: коллективная монография. — Благовещенск: изд-во БГПУ, 2024.  Вып. 14.  344 с.  (в соавт.);
36. В.А. Сухомлинский: педагогика радости познания.    СПб.: Наукоёмкие технологии, 2024. 164 с. (в соавт.);
37. Семейные ценности и ценностное отношение к семье: методология и позитивный опыт. — М. : МАКС Пресс, 2024. – 680 с. (в соавт.);
38. Воспитание и наставничество в условиях цифровой трансформации образования: теория и практика. – М. : МАКС Пресс, 2024. – 600 с. (в соавт.);
39. Выдающиеся наставники российского учительства первой половины XX века. Монография. М.: ИНФРА -М, 2025. 234 с.
40. Социально-личностная педагогика А.С. Макаренко в контексте российского образования. Монография. Волгоград: Волгоградская гос. академия постдипломного образования,  2025. 152 с.  (в соавт.)

### Диссертации
- Богуславский М. В. Идея стимулирования радости познания у школьников в педагогических трудах и опыте В. А. Сухомлинского : диссертация … кандидата педагогических наук : 13.00.01. — Москва, 1986. — 250 с.
- Богуславский М. В. Формирование концепции содержания общего среднего образования единой трудовой школы РСФСР : диссертация … доктора педагогических наук : 13.00.01. — Москва, 1994. — 406 с.

### Статьи
- Богуславский М. В. 1921. В. Н. Сорока-Росинский // XX век российского образования. — М.: ПЕР СЭ, 2002. — С. 80-82. — 336 с.
- Богуславский М. В. История российского образования XX века: десятилетие за десятилетием // «Вестник образования», № 15, 17-24 (2003 г.) и в № 1, 2 (2004 г.)
- Михаил Богуславский. «Манифест гуманной педагогики» — как руководство к действию // передовая статья в газете «Гуманная педагогика», подготовленной к Одиннадцатым международным педагогическим чтениям «Учитель, вдохнови меня на творчество!» (сент. 2011 г.)
- Выступление Богуславского М. В. (недоступная ссылка) // на упомянутой конференции (видео).
- Богуславский М. В. Реформы российского образования XIX—XX вв. как глобальный проект // Вопросы образования. 2006. № 3. С. 5-21.
- Богуславский М. В. Лабиринты манипулятивной педагогики // Директор школы. 2002. № 9. С. 35-38.
- Богуславский М. В. Флаги успеха на башнях триумфа. // Сетев. стр. «Педагоги-новаторы», запись от 22.03.2012.
- Макаренко, Антон Семёнович : [арх. 17 октября 2022] / Богуславский М. В. // Ломоносов — Манизер [Электронный ресурс]. — 2011. — С. 499. — (Большая российская энциклопедия : [в 35 т.] / гл. ред. Ю. С. Осипов ; 2004—2017, т. 18). — ISBN 978-5-85270-351-4.
- Богуславский М. В. Анатомия липецкого опыта. Методический прорыв Константина Москаленко: 60 лет спустя // Учительская газета, №34 от 24 августа 2021.
- Богуславский М. В. Стоическое служение педагогике. (К 80‑летию со дня рождения великого учителя Александра Католикова) // Учительская газета, № 40 от 5 октября 2021
- Богуславский М. В. Как стать человеком? Кого и как на самом деле воспитал А. С. Макаренко. // РИА «Новости», 20.04.2022 г.
- Богуславский М. В. Бессмертный принцип Сухомлинского. Чему он учит даже 100 лет спустя?. // РИА «Новости», 13.05.2022 г.

### Статьи в БСЭ
- Богуславский М. В. Макаренко Антон Семёнович. // БСЭ